# Cnopus impressus
Cnopus impressus är en skalbaggsart som först beskrevs av Leconte 1875.  Cnopus impressus ingår i släktet Cnopus och familjen ögonbaggar. Inga underarter finns listade i Catalogue of Life.